# Rodrigo Palacio
Rodrigo Sebastián Palacio Alcalde (phát âm tiếng Tây Ban Nha: [roˈðɾiɣo paˈlasjo]; sinh ngày 5 tháng 2 năm 1982) là cựu cầu thủ bóng đá người Argentina chơi ở vị trí hộ công và tiền đạo cánh. Anh là con trai của José Ramón Palacio, một cựu cầu thủ của câu lạc bộ Olimpo de Bahia Blanca trong thập niên 1980. Là người gốc Tây Ban Nha, Palacio được cấp hộ chiếu Tây Ban Nha và anh được tính là một cầu thủ thuộc EU.

## Sự nghiệp cầu thủ

### Boca Juniors
Tháng 12 năm 2007, Palacio cùng Boca Juniors tham dự FIFA Club World Cup 2007. Ngày 12 tháng 12, Anh góp mặt trong trận thắng 1–0 của Boca trước Étoile du Sahel. Ngày 16 tháng 12, anh ghi bàn cân bằng tỉ số 1–1 trong trận gặp A.C. Milan, tuy vậy đội bóng đến từ Ý vẫn giành chiến thắng chung cuộc 4–2. Kết thúc giải, Palacio được trao quả bóng đồng và xếp thứ 3 chỉ sau 2 cầu thủ của Milan là Clarence Seedorf và Kaká. Phong độ của Palacio tại Copa Libertadores 2008 đã giúp Boca tránh khỏi việc bị loại ngay từ vòng bảng với cú đúp lập được trong trận thắng câu lạc bộ Atlas của Mexico 3–0 trên sân nhà và ghi bàn thắng thứ 3 trong chiến thắng kịch tính 4–3 trước Colo-Colo. Ngày 7 tháng 5 năm 2008, Palacio mở tỉ số trong trận thắng 2–1 lượt về vòng 1/16 trước Cruzeiro. Boca cuối cùng lọt vào đến vòng bán kết và chỉ chịu dừng bước trước Fluminense. Mặc dù dính chấn thương nhỏ, khiến anh phải ngồi ngoài một thời gian ngắn, Palacio vẫn giành được Recopa Sudamericana với 1 bàn ở trận lượt đi và bàn khác trận lượt về, và danh hiệu Torneo Apertura sau khi Boca, San Lorenzo, Tigre kết thúc giải với số điểm bằng nhau, một vòng play-offs quyết định đội vô địch đã được tổ chức tại sân vận động của Racing Club de Avellaneda vào ngày 20 tháng 12 năm 2008. Tại đó, Palacio đã lập công trong trận thắng 3–1 trước San Lorenzo để giúp Boca đoạt danh hiệu.

### Genoa
Ngày 17 tháng 7 năm 2009, Palacio ký hợp đồng 4 năm với Genoa với phí chuyển nhượng 2,81 triệu € để thay thế cho Diego Milito và giúp đỡ người đồng hương Hernán Crespo. Cùng với Crespo, Palacio còn gặp lại người đồng đội cũ ở Boca Juniors Luciano Figueroa. Trong vài tháng đầu, Palacio đã bỏ lỡ 2 trận đấu do dính chấn thương mắt cá. Ngày 5 tháng 11, Palacio ghi bàn đầu tiên cho Genoa ở trận thắng Lille OSC 3–2 tại UEFA Europa League 2009–10.

### Inter Milan
Ngày 22 tháng 5 năm 2012, Chủ tịch Genoa Enrico Preziosi xác nhận rằng Palacio sẽ khoác áo Inter Milan ở mùa giải 2012–13. Anh có trận đấu ra mắt tại vòng loại Europa League gặp câu lạc bộ Hajduk Split. Anh lập cú đúp đầu tiên cho Inter trong trận giao hữu gặp CA Bizertin ngày 18 tháng 8 năm 2012.

## Sự nghiệp quốc tế
Màn trình diễn của Palacio trong màu áo Boca đã thu hút sự chú ý của huấn luyện viên tuyển Argentina José Pekerman, anh đá trận đầu tiên cho Argentina vào ngày 9 tháng 3 năm 2005 trong trận hòa 1–1 México. Ngày 26 tháng 3 năm 2005 anh góp mặt trong trận thắng Bolivia 2–1 tại vòng loại World Cup. Ngày 15 tháng 5 năm 2006, Palacio được huấn luyện viên José Pekerman điền tên vào danh sách tham dự World Cup 2006 và ngày 10 tháng 6, anh vào sân thay người ở phút 60 trong trận mở màn vòng bảng thắng 2–1 trước Bờ Biển Ngà.
Ngày 15 tháng 6 năm 2008 tại vòng loại World Cup, Palacio vào sân thay người phút 85 và ghi bàn ấn định tỉ số hòa 1–1 trước Ecuador ở phút 93. 3 ngày sau đấy, ngày 18 tháng 6 năm 2008 anh lại được thay vào ở phút 90 trận gặp Brazil, tuy vậy, trận đấu kết thúc với tỉ số 0–0.

## Thống kê sự nghiệp

### Câu lạc bộ
Tính đến 30 tháng 5 năm 2015
| Câu lạc bộ          | Mùa giải            | Giải đấu                       | Giải đấu | Giải đấu | Cúp quốc gia | Cúp quốc gia | Châu lục | Châu lục | Khác | Khác | Tổng cộng | Tổng cộng |
| Câu lạc bộ          | Mùa giải            | Hạng                           | Trận     | Bàn      | Trận         | Bàn          | Trận     | Bàn      | Trận | Bàn  | Trận      | Bàn       |
| ------------------- | ------------------- | ------------------------------ | -------- | -------- | ------------ | ------------ | -------- | -------- | ---- | ---- | --------- | --------- |
| Huracán             | 2002–03             | Primera B Nacional             | 34       | 7        | —            | —            | —        | —        | —    | —    | 34        | 7         |
| Huracán             | 2003–04             | Primera B Nacional             | 19       | 8        | —            | —            | —        | —        | —    | —    | 19        | 8         |
| Huracán             | Tổng cộng           | Tổng cộng                      | 53       | 15       | —            | —            | —        | —        | —    | —    | 53        | 15        |
| Banfield            | 2003–04             | Giải vô địch bóng đá Argentina | 19       | 2        | —            | —            | 2        | 2        | —    | —    | 21        | 4         |
| Banfield            | 2004–05             | Giải vô địch bóng đá Argentina | 17       | 7        | —            | —            | —        | —        | —    | —    | 17        | 7         |
| Banfield            | Tổng cộng           | Tổng cộng                      | 53       | 15       | —            | —            | 2        | 2        | —    | —    | 38        | 11        |
| Boca Juniors        | 2004–05             | Giải vô địch bóng đá Argentina | 15       | 3        | —            | —            | 14       | 7        | —    | —    | 29        | 10        |
| Boca Juniors        | 2005–06             | Giải vô địch bóng đá Argentina | 32       | 17       | —            | —            | 2        | 2        | 2    | 0    | 36        | 19        |
| Boca Juniors        | 2006–07             | Giải vô địch bóng đá Argentina | 33       | 19       | —            | —            | 11       | 4        | 2    | 3    | 46        | 26        |
| Boca Juniors        | 2007–08             | Giải vô địch bóng đá Argentina | 31       | 10       | —            | —            | 12       | 4        | 2    | 1    | 55        | 55        |
| Boca Juniors        | 2008–09             | Giải vô địch bóng đá Argentina | 20       | 5        | —            | —            | 7        | 5        | 2    | 2    | 29        | 12        |
| Boca Juniors        | Tổng cộng           | Tổng cộng                      | 131      | 54       | —            | —            | 46       | 22       | 8    | 6    | 185       | 82        |
| Genoa               | 2009–10             | Serie A                        | 31       | 7        | 0            | 0            | 6        | 1        | —    | —    | 37        | 8         |
| Genoa               | 2010–11             | Serie A                        | 27       | 9        | 2            | 0            | —        | —        | —    | —    | 29        | 9         |
| Genoa               | 2011–12             | Serie A                        | 32       | 19       | 2            | 2            | —        | —        | —    | —    | 34        | 21        |
| Genoa               | Tổng cộng           | Tổng cộng                      | 90       | 35       | 4            | 2            | 6        | 1        | —    | —    | 100       | 38        |
| Internazionale      | 2012–13             | Serie A                        | 26       | 12       | 3            | 2            | 10       | 8        | —    | —    | 39        | 22        |
| Internazionale      | 2013–14             | Serie A                        | 37       | 17       | 2            | 2            | —        | —        | —    | —    | 39        | 19        |
| Internazionale      | 2014–15             | Serie A                        | 35       | 8        | 0            | 0            | 6        | 4        | —    | —    | 41        | 12        |
| Internazionale      | 2015–16             | Serie A                        | 11       | 0        | 1            | 1            | —        | —        | —    | —    | 12        | 1         |
| Internazionale      | Tổng cộng           | Tổng cộng                      | 109      | 37       | 6            | 5            | 16       | 12       | —    | —    | 131       | 54        |
| Tổng cộng sự nghiệp | Tổng cộng sự nghiệp | Tổng cộng sự nghiệp            | 419      | 150      | 10           | 7            | 70       | 37       | 8    | 6    | 507       | 200       |

1. ↑  Bao gồm Coppa Italia
2. ↑  Bao gồm Copa Libertadores, Copa Sudamericana và UEFA Europa League
3. ↑  Bao gồm Recopa Sudamericana và FIFA Club World Cup

### Quốc tế
Tính đến 13 tháng 7 năm 2014
| Đội tuyển Argentina | Đội tuyển Argentina | Đội tuyển Argentina |
| Năm                 | Trận                | Bàn                 |
| ------------------- | ------------------- | ------------------- |
| 2005                | 2                   | 0                   |
| 2006                | 1                   | 0                   |
| 2007                | 3                   | 0                   |
| 2008                | 2                   | 1                   |
| 2009                | 0                   | 0                   |
| 2010                | 0                   | 0                   |
| 2011                | 1                   | 0                   |
| 2012                | 1                   | 0                   |
| 2013                | 2                   | 0                   |
| 2014                | 7                   | 1                   |
| Tổng cộng           | 27                  | 3                   |

### Bàn thắng quốc tế
| #  | Ngày                 | Địa điểm                                         | Đối thủ            | Bàn thắng | Kết quả | Giải đấu                 |
| -- | -------------------- | ------------------------------------------------ | ------------------ | --------- | ------- | ------------------------ |
| 1. | 15 tháng 6 năm 2008  | Sân vận động Monumental, Buenos Aires, Argentina | Ecuador            | 1–1       | 1–1     | Vòng loại World Cup 2010 |
| 2. | 11 tháng 10 năm 2013 | Sân vận động Monumental, Buenos Aires, Argentina | Perú               | 3–1       | 3–1     | Vòng loại World Cup 2014 |
| 3. | 4 tháng 6 năm 2014   | Sân vận động Monumental, Buenos Aires, Argentina | Trinidad và Tobago | 1–0       | 3–0     | Giao hữu                 |